# Купчинский, Роман Григорьевич
Роман Григорьевич Купчинский (укр. Роман Григорович Купчинський, 24 сентября [6 октября] 1894, Розгадов, Округ Золочев, Королевство Галиции и Лодомерии, Австро-Венгрия — 10 июня 1976, Оссининг, Нью-Йорк) — украинский поэт, прозаик, журналист, композитор, критик, общественный деятель.
Дядя известного журналиста Романа Купчинского.
Псевдонимы и криптонимы: Гак Мусий; Чипка Галант; Галактион Чипка; Доля Мирон; Мирон-Доля; Роман К. ; Харко; Участник; Р. К. ; Г. Ч. ; М. Д. ; Т. С. и другие.

## Биография
Родился 24 сентября 1894 года в селе Розгадове, ныне Тернопольского района, Тернопольская область, Украина.
Детство (с 1896 года) прошло в селе Кадлубыска Бридского уезда (теперь Львовщина), поскольку священником местной церкви был его отец Григорий Купчинский.
Учился в Перемышльской гимназии, экзамен зрелости сдал в 1913 году. В 1913—1914 годах обучался в Духовной семинарии во Львове.
Долголетний активист украинского спортивного движения, в частности член Общества студентов высших школ «Украина» с начала его основания в 1911 году, на одних из первых соревнований выиграл соперничество по метанию диска и толканию ядра, рекордсмен по лёгкой атлетике Запорожских игрищ, чемпион Галиции по лёгкой атлетике.

### В стрелецких рядах
В 1914 году записался в легион УСС (рядовик, командант четы, сотни, адъютант полка в ранге поручика).
В сотне Василия Дидушка принимал участие в боях на Маковке, впоследствии на Тернопольщине возле реки Стрыпы в сёлах: Семиковцы, Богатковцы, Панталиха, Соколов, Раковец, Соснов.
С 1916 года был членом тайного стрелкового Ордена. В 1918 году командовал сотней Выучки УСС на румыно-буковинской границе, в январе 1919 года командовал уже пешим полком УГА в боях за Львов. Вместе с УГА прошел по пути её побед и поражений.
С середины 1920 до февраля 1921 года интернирован в польском лагере для старшин УГА в Тухоли.

### Творчество
Первое стихотворение опубликовал в 1915 году в Вене в журнале «Вестник Союза освобождения Украины».
В рукописи передавали из рук в руки стрелецкую хронику Романа Купчинского «Новиниада», которую называли началом стрелецкой печати.
С 1915 года принадлежал к Пресовой квартире (вместе с поэтами, композиторами Львом Лепким, Юлианом Назараком, Михаилом Гайворонским, Антином Лотоцким, Степаном Чарнецким, Юрием Шкрумеляком, Лесем Новина-Розлуцким и другими) и к Артистической горстке УСС, которые собирали различные материалы, документы, фотографии для увековечения памяти стрелецкого чина, выпускали периодические издания, компоновали архивы УСС.
Активно публиковал свои произведения в стрелковой периодике, львовских журналах «Пути» и «Дело» .
Автор стихов на стрелецкую тематику («Будто снится», «Дума о Фёдоре Чернике», «Первый ноябрь» и др.), слов и музыки стрелковых песен: «Ой там при долине» (1915), «Зацветали девочки» (гора Лысоня возле Бережан — село Ольховец), «Эй там, в Ольховце» (совместно с Л. В. Лепкой, написанная после боя под селом Потуторами), «Как из Бережан в Кадру» (написанная во время переезда УСС из Бережан в Кош), «Ой шумит, шумит» (село Тудынка над Стрыпой; все — 1916), «Ударяй мечом» (1917), «Пьём, друзья» (1918), «Ирчик», «Бодритесь» (все — 1920), «Мы по лагерям и тюрьмам» (1921), «Лети, моя дума» (1922) и другие, слов песен «Ой упал стрелок» (1916, село Тудынка, музыка М. Гайворонского), «Ой зацвела черёмуха» (1917, музыка А. А. Баландюка) и другие. Песни Р. Купчинского известны также в обработках композиторов С. В. Людкевича, М. Вериковского, П. Козицкого, В. Барвинского, М. Колессы, Н. В. Нижанковского, Б. Вахнянина, Н. Леонтовича и других.
Стрелецкие песни Р. Купчинского опубликованы во Львове в 1937 году в сборниках «Великий певец „Красной Калины“» и «Альбом стрелковых песен» Б. Вахнянина (большинство из них — в обработках других композиторов), в Кракове в 1940 году в народном песеннике «140 песен с нотами». Просторный пласт стихотворений Р. Купчинского — духовная лирика (рождественская, пасхальная и прочая). Среди стихов гражданского звучания — поэма «Песнь о Родной Земле», «Ода к Песне», стихи «На подольских полях», «На свежем воздухе».

### Межвоенный период
После освобождения из польского плена (1921) изучал философию в Венском университете (1921—1922), вскоре продолжил студии по гуманитарным наукам во Львове в Украинском тайном университете (1922—1924).
Работал профессионально как журналист, совмещая журналистику с литературой.
В 1924—1939 годах — сотрудник редакции газеты «Дело», где вёл постоянную рубрику «Отзывы дня», под которой печатал фельетоны, подписываясь псевдонимом Галактион Чипка, подготовил книгу этих фельетонов (её выходу помешала война), также сотрудничал с редакциями журналов «Новое Время», «Кооперативная Родина», «Воскресенье», «Хозяйственно-Кооперативный Журнал»; в 1925—1929 годах — сотрудничал с иллюстрированным журналом «Мир», печатался в «Зареве», «Колоколах», «Новых Путях», «Иллюстрированных Известиях» и других периодических изданиях.
В 1921 году опубликовал во Львове драматическую поэму «Великий день», написанную в польском плену в октябре 1920.
Соучредитель и редактор, постоянный член редакционной коллегии львовской издательской кооперативы «Красная Калина» (1921—1939), издавшей, в частности, 17 исторических календарей-альманахов, выпускала месячник «Летопись Красной Калины» (1929—1939), художественные произведения, статьи, воспоминания.
В 1922 году с Василием Бобинским и Павлом Ковжуном организовал литературно-художественную группу «Митуса», издававшую одноимённый месячник литературы и искусства; все трое были соредакторами. Здесь Купчинский публиковал и свои произведения.
Автор романа-трилогии из стрелецкой жизни «Метель» («Курилась дорожечка», «Перед нашествием» (обе части — 1928), «В зверях Бескида» (1933).
Писал тексты для кукольного театра юмора и сатиры «Вертеп наших дней», который в 1926 году организовал во Львове Лев Лепкий.
В 1933—1939 годах — Председатель Общества писателей и журналистов им. И. Франко во Львове. По его инициативе там проводили литературные конкурсы с денежными вознаграждениями, устраивали вечера лауреатов конкурса; в феврале 1935 года начал Бал Украинской Прессы — самую большую в стране импрезу такого рода.
Соавтор (с Василием Софроновым-Левицким) сценария фильма «Для добра и красоты», который Юлиан Дорош снял в 1936—1937 годах на Городенковщине и в городе Копычинцах (в главных ролях — оперный певец из Волыни Андрей Полищук и аматорка из Копычинцев Маша Сафияновна).

### В эмиграции
В 1939 году переехал в Краков, где работал в Украинском издательстве. Печатался в газете «Краковские Известия» и других периодиках.
В конце Второй мировой войны уехал в Германию, где продолжал заниматься литературным творчеством (среди самых известных — стихотворение «Вроде снится», впервые опубликованное в журнале «Встреча» (1948, Регенсбург); не раз перепечатан в американской периодике в 1950—1960-х гг.; помещён в сборнике «За свободу Украины: К 50-летию вооруженного выступления Украинских Сечевых Стрельцов против Москвы. 1914—1964». – Нью-Йорк, 1967).
В 1946 году вместе с Львом Лепким создал сценарии к «Вертепу», который был восстановлен усилиями последнего в лагере для перемещённых лиц в селе Блемгофен (Бавария, Германия).
В 1949 году переехал в США, в город Оссининг возле Нью-Йорка.
В 1952—1954 годах вёл свою рубрику «Отзывы дня» в украиноязычной газете «Свобода».
С 1952 года принадлежал к инициативной группе, организовавшей Союз Украинских Журналистов Америки (СУЖА), был её председателем в 1958—1960 годах (отказался от этого поста в результате ухудшения состояния здоровья). Почётный член СУЖА с 23 декабря 1966 года.
В течение длительного времени работал в дирекции и редакционной коллегии восстановленного в 1950 году по львовскому образцу издательства «Красная Калина».
С 1950 по 1960 год — член управы Литературно-Художественного Клуба в Нью-Йорке.
Деятельный в Объединении бывших воинов Украинской Армии и других украинских обществах; работал в главной редакционной коллегии журнала комбатантских объединений Канады и США «Известия Комбатанта» (Нью-Йорк).
Продолжал писать стихи и песни; всего создал слова и мелодии к 84 песням: патриотическим, лирическим, шутливым, маршевым и т. д. Произведение «Боже Великий, Творец Вселенной...» стало национально-религиозным гимном украинского народа.
Отдельные стихи Романа Купчинского переведены на иностранные языки.
Издал «Охотничьи рассказы» (Виннипег—Торонто, 1964), куда вошло 10 рассказов; юмористическую поэму «Скоропад» (Нью-Йорк, 1965), которую написал в 1919—1922 годах и восстановил после утраты в 1940-х годах в Германии.
Являлся редактором языка сборника «Бурлацкая правда» (Нью-Йорк, 1971).
Автор ряда публикаций в украинских периодических изданиях диаспоры: газетах, журналах, альманахах, календарях (статья «Военные песни» в календаре «Просвиты», город Буэнос-Айрес, 1960), в сборниках (воспоминание «Город и степь» в книге «Теребовельская Земля», 1968).

### Посмертные издания
После смерти автора вышли в эмиграции сборники избранных песен «Мы идём в бой» (1977) и избранной лирики и прозы «Неспетые песни» (1983).
В 1990 году в Тернополе издан сборник «Как из Бережан в Кадру: Стрелецкие песни Романа Купчинского» (составитель Василий Подуфалий, редактор Богдан Мельничук).
В 1992 году архив Р. Купчинского передан из США на хранение во Львовскую научно-педагогическую библиотеку.
В современной Украине произведения Романа Купчинского вышли отдельными изданиями (трилогия «Метель» — Львов, 1991), опубликованы в сборниках и журналах.
Четыре стиха («Благословенная звезда ясная», «В тот вечер Рождественский», «В Вифлеем», «На Рождество») помещены в книге «Богословень: Духовная поэзия западноукраинских авторов» (Тернополь, 1994; редакторы-составители Богдан Мельничук, Михаил Ониськив).

## Память
- С 1989 года в Розгадове ежегодно проходит песенный фестиваль «Стрелецкая слава».
- В июне 1990 года в Розгадове торжественно, с участием около 10 тысяч человек, открыта мемориальная доска Роману Купчинскому.
- В сентябре 1990 года там же освящён музей, основанный в его семейном доме — бывшем приходском доме.
- В октябре 1994 года — к 100-летию со дня рождения Романа Купчинского — в семейном селе открыт памятник (скульптор Пётр Кулик, архитектор Владимир Блюсюк) с надписью «Роман Купчинский, 1894—1976. Певец стрелковой славы».
- В Ивано-Франковске, Тернополе, Червонограде, Калуше, Львове и Залозцах есть улицы Романа Купчинского.
- 5 курень УПЮ имени Романа Купчинского.